# Amt Schönberger Land

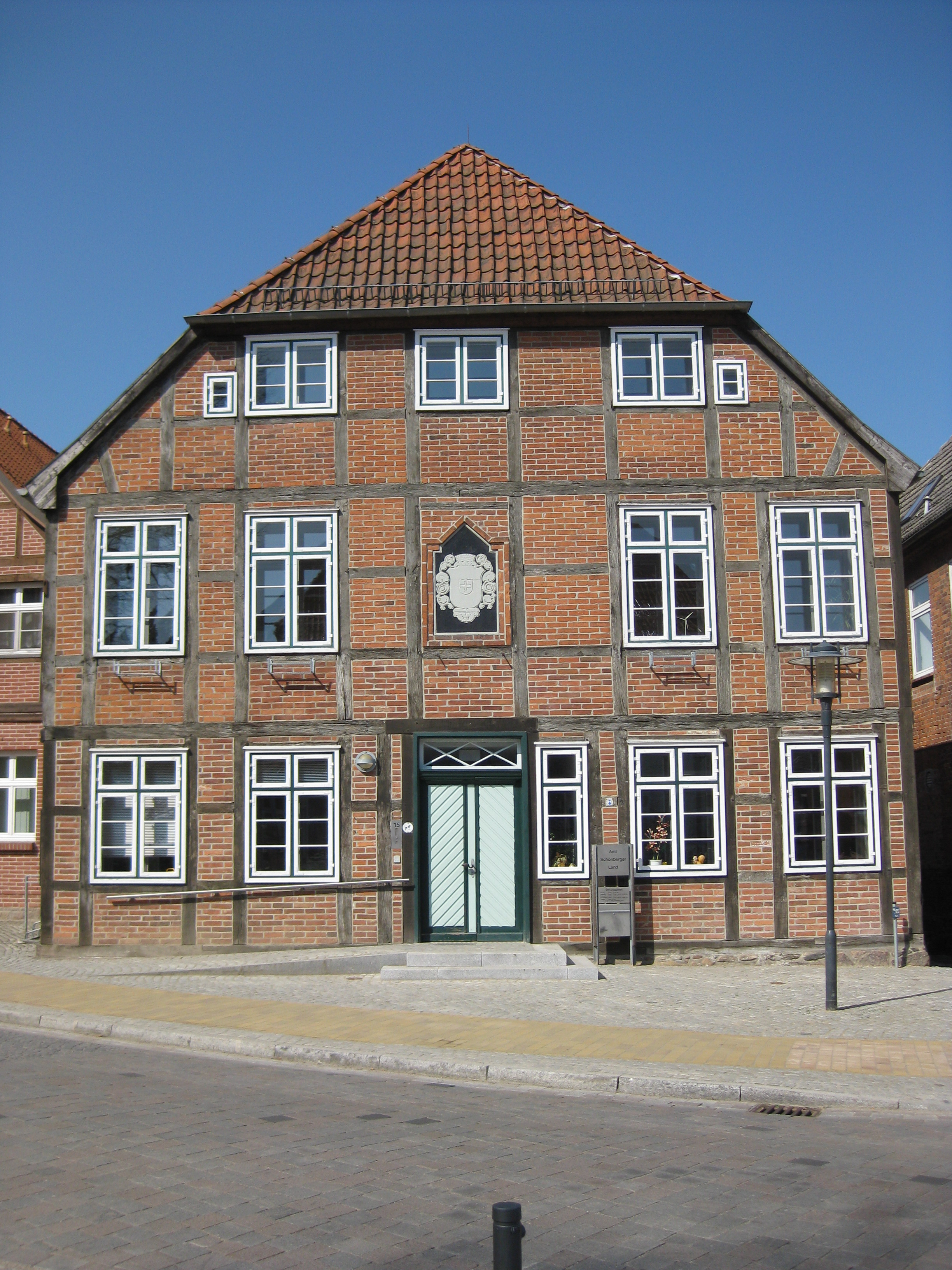
Verwaltungsgebäude Amt Schönberger Land am Markt in Schönberg

Das Amt Schönberger Land liegt im Nordwesten des Landkreises Nordwestmecklenburg in Mecklenburg-Vorpommern (Deutschland). Es grenzt unmittelbar an die Großstadt Lübeck und gehört zur Metropolregion Hamburg.

## Beschreibung
Im Amt sind zwei Städte und sechs Gemeinden zur Erledigung ihrer Verwaltungsgeschäfte zusammengeschlossen. Der Verwaltungssitz befindet sich in der Stadt Schönberg. Zum Amt gehörten ursprünglich neun Gemeinden. Die Gemeinde Neuleben wurde bereits am 1. Januar 1991 nach Lüdersdorf eingemeindet. Seit dem 1. Januar 2004 gehört die vormals amtsfreie Stadt Schönberg zum Amt. Außerdem kamen die Gemeinde Selmsdorf und die Stadt Dassow am 1. Januar 2005 aus dem aufgelösten Amt Ostseestrand in das Amt Schönberger Land. Die Gemeinde Papenhusen verließ das Amt zum 1. Januar 2014 und wechselte in das Amt Grevesmühlen-Land, um dort zum 25. Mai 2014 mit den Gemeinden Börzow und Mallentin zur Gemeinde Stepenitztal zu fusionieren. Am 1. Januar 2019 wurde die Gemeinde Lockwisch in die Stadt Schönberg eingegliedert. Zum 26. Mai 2019 fusionierten Niendorf und Groß Siemz zu Siemz-Niendorf.
Das Amtsgebiet reicht vom Ostufer der Flüsse Wakenitz und Trave mit dem Dassower See an der Landesgrenze zu Schleswig-Holstein bis zu den hügeligen Gebieten östlich der Maurine, die südlich von Dassow in die Stepenitz fließt. Der westlichste Teil des Klützer Winkels mit einem Steilufer-Abschnitt der Ostseeküste gehört ebenfalls zum Amt Schönberger Land. Abgesehen von den Flussauen ist die Gegend leicht hügelig. Die höchste natürliche Erhebung im Amtsbereich wird im Bockholzberg zwischen Selmsdorf und Schönberg mit 84 m ü. NHN erreicht. Das Gebiet ist landwirtschaftlich geprägt, die unmittelbare Nähe zu Lübeck ließ aber auch einige neue Gewerbegebiete entstehen, die im Dienstleistungssektor oder der Industrie viele Arbeitsplätze schufen. Die Natur insbesondere an der ehemaligen innerdeutschen Grenze hat durch die langjährige Abgeschiedenheit ein hohes Maß an Vielfalt bewahrt. Die Gebiete um den Dassower See, Teile der Flussufer der Wakenitz, Trave, Stepenitz und Maurine sowie der Küstenabschnitt östlich des Priwalls stehen unter Naturschutz.
Durch das Amtsgebiet führen die Ostseeautobahn A 20 (Lübeck–Rostock), die Bundesstraßen 104 und 105 sowie die Bahnstrecke Lübeck–Bad Kleinen. Diese Verkehrsachsen verlaufen hauptsächlich in Ost-West-Richtung.

## Die Gemeinden mit ihren Ortsteilen
- Stadt Dassow mit Barendorf, Benckendorf, Feldhusen, Flechtkrug, Groß Voigtshagen, Harkensee, Holm, Johannstorf, Kaltenhof, Klein Voigtshagen, Lütgenhof, Prieschendorf, Pötenitz, Rosenhagen, Schwanbeck, Tankenhagen, Volkstorf, Wieschendorf und Wilmstorf
- Grieben mit Zehmen
- Lüdersdorf mit Boitin-Resdorf, Duvennest, Groß Neuleben, Herrnburg, Klein Neuleben, Palingen, Schattin und Wahrsow
- Menzendorf mit Lübsee, Lübseerhagen und Rottensdorf
- Roduchelstorf mit Cordshagen
- Stadt Schönberg mit Dorf Lockwisch, Groß Bünsdorf, Hof Lockwisch, Klein Bünsdorf, Kleinfeld, Malzow, Petersberg, Retelsdorf, Rupensdorf und Sabow
- Selmsdorf mit Hof Selmsdorf, Lauen, Bardowiek (zur Zeit der DDR zerstört), Sülsdorf, Teschow und Zarnewenz
- Siemz-Niendorf mit Bechelsdorf, Groß Siemz, Klein Siemz, Lindow, Niendorf, Ollndorf, Torisdorf und Törpt

## Politik

### Wappen, Flagge, Dienstsiegel
Das Amt verfügt über kein amtlich genehmigtes Hoheitszeichen, weder Wappen noch Flagge. Als Dienstsiegel wird das kleine Landessiegel mit dem Wappenbild des Landesteils Mecklenburg geführt. Es zeigt einen hersehenden Stierkopf mit abgerissenem Halsfell und Krone und der Umschrift „AMT SCHÖNBERGER LAND • LANDKREIS NORDWESTMECKLENBURG“.